# نبيلة أغانم
نبيلة أغانم هي عالمة جزائرية متخصصة في علم الفلك الرصدي، وتهتم أبحاثها بتفسير إشعاع الأمواج الصغرية للخلفية الكونية والضوء الذي تلقيه على تشكل وتطور المجرات،
```
وبنية 
الخيوط المجرية
 
والوسط بين المجري الدافئ-الحار
.
[
7
]

تعمل في فرنسا مديرةً للأبحاث في 
المركز الوطني الفرنسي للبحث العلمي
 (CNRS)، المرتبط بمعهد 
الفيزياء الفلكية الفضائية
[الإنجليزية]
 في 
جامعة باريس ساكلي
.
```

## التعليم والمهنة
أغانم من الجزائر. بعد إكمالها دبلوم الدراسات العليا في الجزائر،
```
في 
جامعة العلوم والتكنولوجيا هواري بومدين
،
[
9
]

سافرت إلى فرنسا لإجراء أبحاث الدكتوراه في 
الفيزياء الفلكية
 في 
جامعة باريس ديديرو
.
[
8
]
[
9
]
  أطروحتها عام 1996، بعنوان 
«
المساهمة في دراسة تباين الخواص الثانوية في فوند دي رايونمينت الكوني
»
، بإشراف 
جان لوب بوجيه
.
[
10
]
```

قُطعت أبحاث ما بعد الدكتوراه التي أجرتها أغانم في جامعة كاليفورنيا بعد ستة أشهر بسبب صعوبة الحصول على تأشيرة للبقاء في الولايات المتحدة لفترة أطول، بسبب الحرب الأهلية الجزائرية. وبدلاً من ذلك، وبعد مواصلة بحثها في المركز الوطني للدراسات الفضائية في فرنسا، أصبحت باحثة في المركز الوطني الفرنسي للبحث العلمي في عام 1999. رُقيت إلى منصب مدير الأبحاث في عام 2010. في عام 2016، عُينت مديرة مرصد علوم الكون في جامعة باريس-ساكلي.

## التقدير
حصلت أغانم على الميدالية البرونزية من المركز الوطني الفرنسي للبحث العلمي في عام 2005، والميدالية الفضية من المركز الوطني الفرنسي للبحث العلمي في عام 2017. كانت الفائزة بجائزة الجائزة الكبرى هوي دونج بوي لعام 2022 من الأكاديمية الفرنسية للعلوم.

## روابط خارجية
- الصفحة الرئيسية